# HD 125612 c
إتش دي 125612 ج هو كوكب خارج المجموعة الشمسية يدور حول نجم نسق أساسي من التصنيف G يسمى إتش دي 125612، ويبعد حوالي 180 سنة ضوئية في كوكبة العذراء. اكتشف الكوكب يوم 19 أكتوبر 2009 مع 29 كوكب آخر من بينهم إتش دي 125612 د.